# Brachycephalus fuscolineatus
Espèce
Brachycephalus fuscolineatus est une espèce d'amphibiens de la famille des Brachycephalidae.

## Répartition
Cette espèce est endémique de l'État de Santa Catarina au Brésil. Elle se rencontre entre 640 et 790 m d'altitude dans la municipalité d'Ilhota.

## Description
Les sept spécimens adultes observés lors de la description originale mesurent entre 9,7 mm et 12,4 mm de longueur standard.

## Étymologie
Le nom spécifique fuscolineatus vient du latin fuscus, sombre, et de lineatus, strié, en référence à la bande dorsale sombre caractéristique de cette espèce.

## Publication originale
- Ribeiro, Bornschein, Belmonte-Lopes, Firkowski, Morato & Pie, 2015 : Seven new microendemic species of Brachycephalus (Anura: Brachycephalidae) from southern Brazil. PeerJ, vol. 3, no e1011, p. 1–35 (texte intégral).